# Karwieńskie Błoto Pierwsze
Karwieńskie Błoto Pierwsze (kaszb. Karwiańsczé Błoto lub też Holãdra, Holãdrë, Karwieńsczé Błoto, niem. Karwenbruch) – wieś kaszubska w Polsce, położona w województwie pomorskim, w powiecie puckim, w gminie Krokowa.
W latach 1975–1998 miejscowość administracyjnie należała do województwa gdańskiego. W skład sołectwa Karwieńskie Błoto Pierwsze wchodzi również Sławoszynko.
W miejscowości znajdują się liczne kwatery prywatne wspierające sezonowo obsługę ruchu turystycznego w pobliskiej Karwi.
Karwieńskie Błoto Pierwsze to jedna z ostatnich zachowanych osad typu olęderskiego w Polsce. Założenie ruralistyczne wsi (wraz z sąsiednią miejscowością Karwieńskim Błotem Drugim) w układzie rzędówki bagiennej jest prawnie chronione i zostało wpisane do rejestru zabytków 17.06.2005 pod nr A-1060.
W Karwieńskich Błotach Pierwszych znajduje się zabytkowy cmentarz ewangelicki z charakterystycznymi nagrobkami.

## Położenie
Karwieńskie Błoto Pierwsze leży na wschodnim krańcu Wybrzeża Słowińskiego nad Kanałem Karwinka. Wieś graniczy: od wschodu z Karwią, z południa ze Sławoszynem, Minkowicami i Goszczynem, z zachodniej strony z Odargowem i od północy z Karwieńskim Błotem Drugim. Przez wieś biegnie droga wojewódzka nr 215.

## Części wsi
| SIMC    | Nazwa       | Rodzaj    |
| ------- | ----------- | --------- |
| 0165095 | Sławoszynko | część wsi |

## Historia
Pierwsza wzmianka dotycząca obszaru wsi Karwieńskie Błoto (obecnie to dwie wsie Karwieńskie Błoto Pierwsze i Karwieńskie Błoto Drugie) pojawia się w 1292 roku i określa go jako bagna nieprzydatne do osadnictwa. Do końca XVI wieku tereny te stanowiły Równinę Błot Przymorskich i pozostawały niezamieszkałe.
W 1599 roku, kiedy były własnością królewską, starosta pucki Jan Jakub Wejher sprowadził osadników olęderskich (głównie mennonitów) specjalistów od melioracji w celu ich zagospodarowania. Osadnikom (między innymi: Gert Andes, Peter Dirksen, Thomas Eggets, Jochem Friesen, Clement Krueger) wydzierżawiono na 60 lat obszar około 936 ha i nadano szereg przywilejów, takich jak: prawo do zachowania odrębnego języka, kultury i wyznania, prawo do dziedziczenia, połowu ryb, warzenia piwa, drewno na budulec i opał. W 1601 roku starosta pucki określa ustrój wsi oparty na związku gminnym, który przetrwał do 1863 roku. Osadnicy zbudowali wieś w układzie rzędówki bagiennej. Na sztucznie usypanych groblach utworzyli dwie równoległe drogi I i II o długościach około 3 km, oddzielonych od siebie pasem łąk o szerokości około 1 km. Po obu stronach dróg na usypanych podwyższeniach, na dębowych palach lokalizowano budynki konstrukcji szkieletowej wypełnionej gliną, łączące części mieszkalną i gospodarczą. Grawitacyjny system melioracyjny składał się z głównego kanału o długości 2,3 km, dwóch rowów ściekowych oraz licznych rowów odwadniających o łącznej długości około 100 km.
W 1604 roku wieś postanawia wybudować szkołę. W 1660 roku, kiedy przedłużono dzierżawę, część mieszkańców zrezygnowała z gospodarowania ze względu na brak wody i częste powodzie wywoływane sztormami morskimi. Większe powodzie odnotowano w 1660 i 1785 roku. Dlatego z czasem zaczęto zabezpieczać się przed żywiołem morskim obsadzając lasem i umacniając wydmy nadmorskie oraz budując tamy. W 1900 roku usypano równoległy do brzegu morskiego wał ziemny w odległości 30 m od plaży. Kolejne zabezpieczenia przed powodziami zrealizowano w latach 1922–25.
Umowy dzierżawne przedłużano w kolejnych latach 1671, 1677, 1698, 1719, 1802. W 1772 roku na 36 włókach wieś liczy 37 właścicieli, 4 zagrodników i kowala. W 1820 roku Karwieńskie Błota podlegały Urzędowi Domenalnemu w Pucku, a w 1834 roku władze pruskie dzierżawę czasową zastąpiły dokumentem własnościowym (uwłaszczenie). W 1882 roku Karwieńskie Błota liczyły 542 mieszkańców i miały 78 domów oraz powierzchnię 120 włók. 516 mieszkańców wieś miała w 1910 roku.
W XIX wieku w wyniku germanizacyjnej polityki Prus ludność Karwieńskich Błot uległa znacznemu zniemczeniu. W połowie XIX wieku założono w południowej części wsi cmentarz ewangelicki.
Po drugiej wojnie światowej większość zniemczonych Olędrów przesiedlono do Niemiec.

## Zabytki
- XVII-wieczny układ ruralistyczny wsi Karwieńskie Błoto Pierwsze i Karwieńskie Błoto Drugie. Miejscowości te wraz z obszarem powiązanych z nimi przestrzennie i krajobrazowo terenami otaczającymi stanowią spójny i jednorodny krajobraz kulturowy o charakterze rolniczym i osadniczym. Utrwalone zostały w nim typowe dla kultury osiedlonych na bagiennym polderze Olędrów formy zagospodarowania terenu: grawitacyjny system rowów melioracyjnych, funkcjonalno-własnościowy rozłóg ziemi, zabudowa w układzie rzędówki bagiennej z charakterystyczną architekturą[9].
- Nieczynny cmentarz ewangelicki z połowy XIX wieku[9]

## Galeria

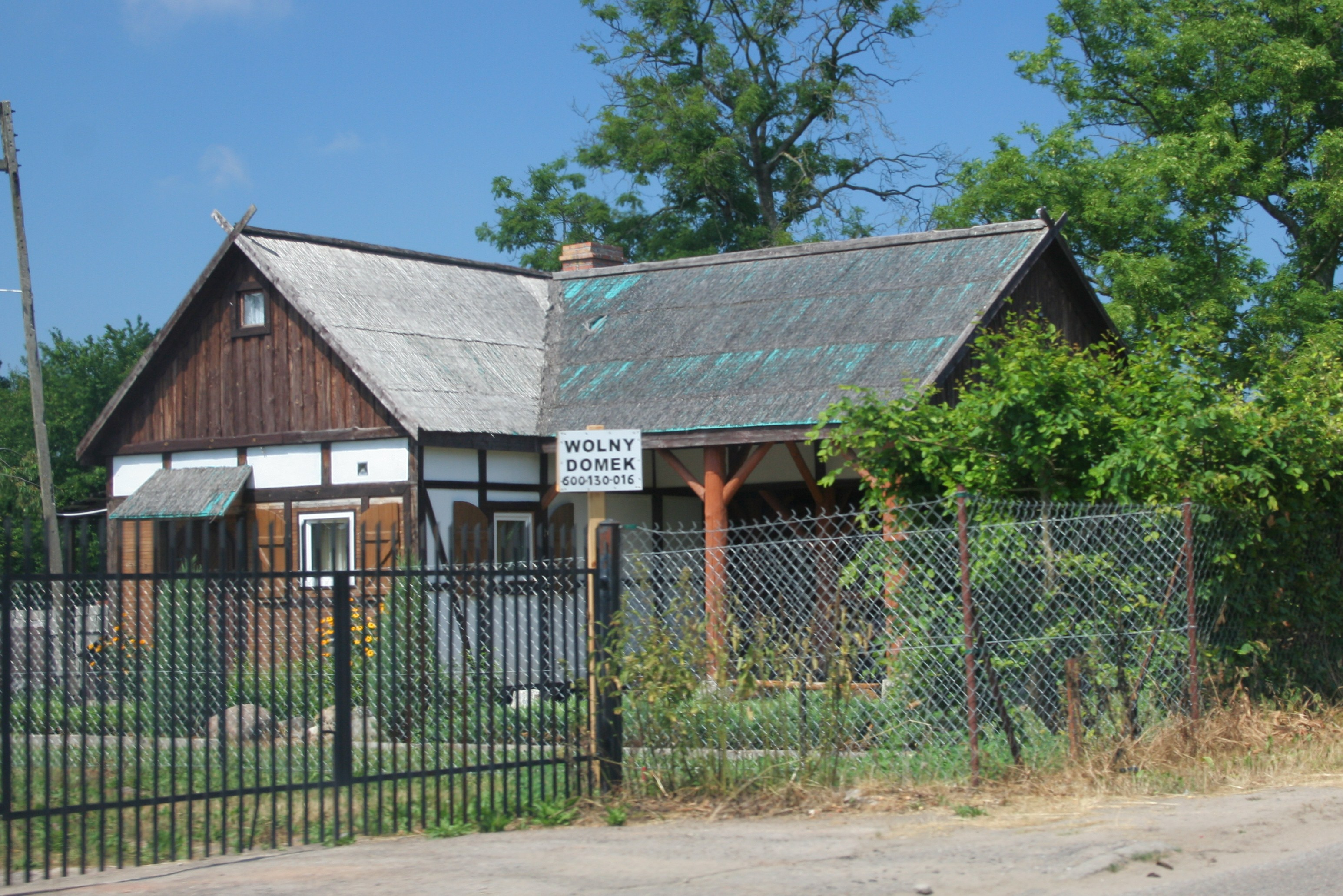
Przykład współczesnej zabudowy wsi
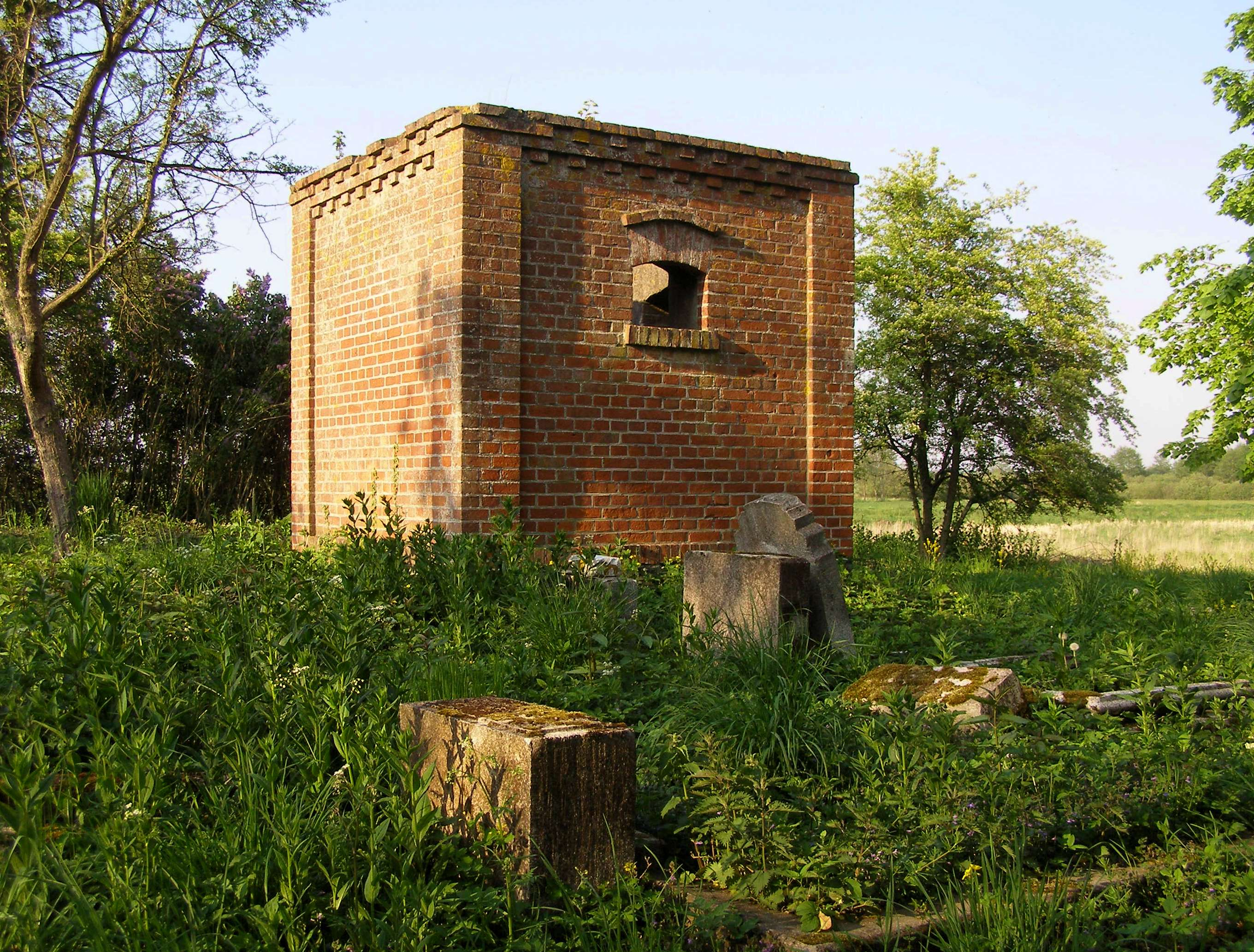
Zabytkowy cmentarz ewangelicki
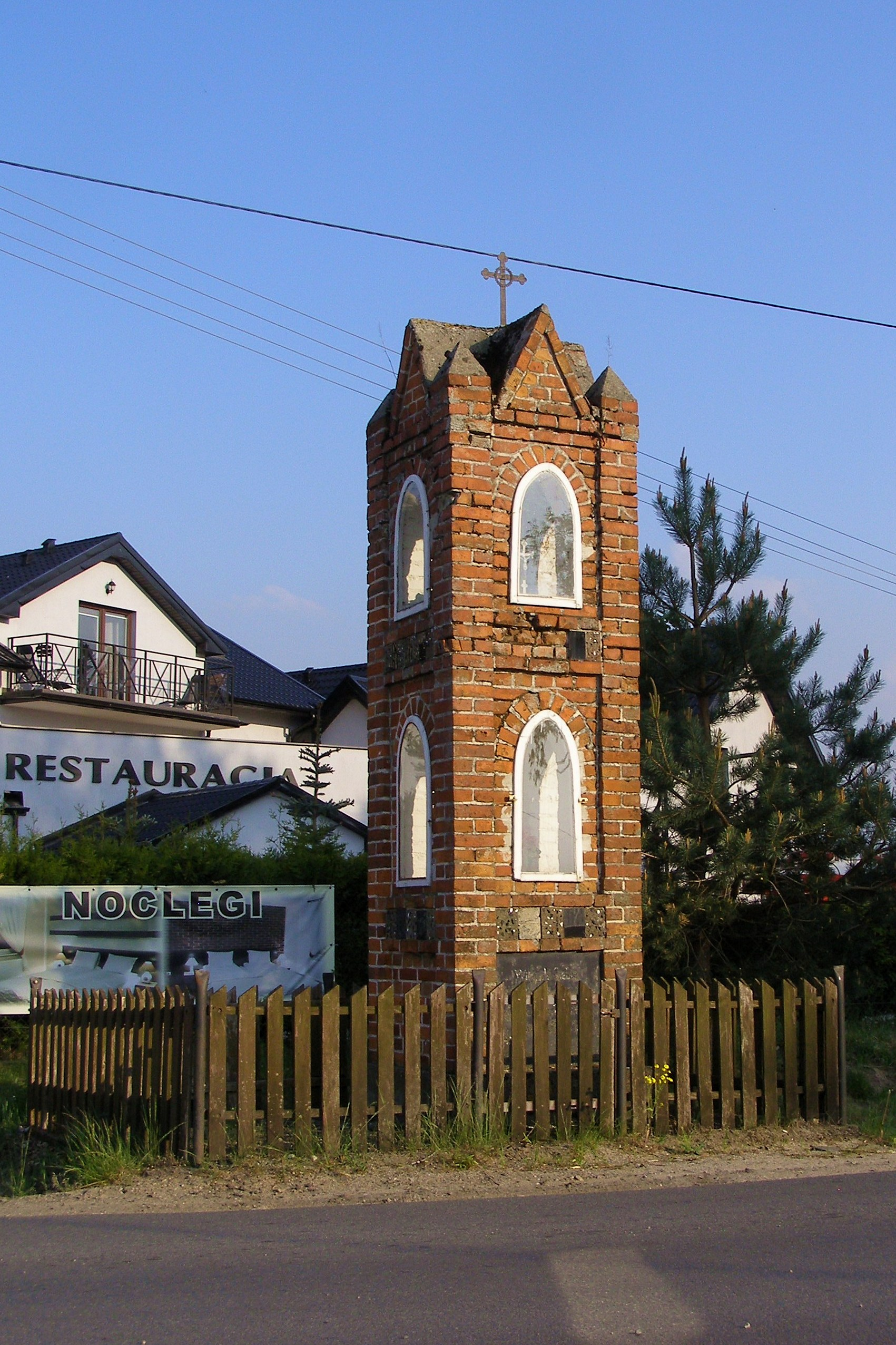
Kapliczka na granicy z Parszczycami